# Annona exsucca
Annona exsucca là loài thực vật có hoa thuộc họ Na. Loài này được Michel Felix Dunal miêu tả khoa học đầu tiên năm 1817.